# Tame Impala
Tame Impala (phát âm /teɪm ɪmˈpɑːlə/) là một ban nhạc psychedelic rock người Úc, đôi khi được xem là một dự án của Kevin Parker, thành lập ở Perth, Úc. Ban nhạc bắt đầu nổi tiếng năm 2010 khi phát hành album đầu tay Innerspeaker và sự ca ngợi của các nhà phê bình với album 2012 Lonerism. Ngày 7 tháng 5 năm 2015 ban nhạc công bố album tiếp theo, Currents, được phát hành ngày 17 tháng 7 năm 2015. Tên ban nhạc "Tame Impala" xuất phát từ tên của linh dương Impala trong tiếng Anh.

## Thành viên ban nhạc

### Live
- Kevin Parker – hát, guitar và kazoo (2007–nay)
- Jay "Gumby" Watson – trống và hát phụ (2007–11), synth, hát phụ và guitar (2012–nay)
- Dominic Simper – bass (2007–10), guitar và synth (2010–nay)
- Cam Avery – bass hát hát phụ (2013–nay)
- Julien "Frenchie" Barbagallo – trống và hát phụ (2012–nay)

### Phòng thu
- Kevin Parker – hát, guitar, bass, trống, keys (chơi toàn bộ nhạc cụ trong hầu hết bản thu)
- Jay Watson – trống, keys, guitar
- Dominic Simper – bộ gõ, bass, guitar, các hiệu ứng

### Thành viên cũ
- Nick Allbrook – guitar và keys (2009–2010), bass (2010–2013)

## Đĩa nhạc

### Album
| Tiêu đề      | Chi tiết album | Vị trí cao nhất trên bảng xếp hạng | Vị trí cao nhất trên bảng xếp hạng | Vị trí cao nhất trên bảng xếp hạng | Vị trí cao nhất trên bảng xếp hạng | Vị trí cao nhất trên bảng xếp hạng | Vị trí cao nhất trên bảng xếp hạng | Vị trí cao nhất trên bảng xếp hạng | Vị trí cao nhất trên bảng xếp hạng | Vị trí cao nhất trên bảng xếp hạng | Vị trí cao nhất trên bảng xếp hạng | Chứng nhận            |
| Tiêu đề      | Chi tiết album | Úc                                 | Bỉ                                 | Pháp                               | Ireland                            | Hà Lan                             | New Zealand                        | SWE                                | Thụy Sĩ                            | Anh                                | Mỹ                                 | Chứng nhận            |
| ------------ | --- | ---------------------------------- | ---------------------------------- | ---------------------------------- | ---------------------------------- | ---------------------------------- | ---------------------------------- | ---------------------------------- | ---------------------------------- | ---------------------------------- | ---------------------------------- | --------------------- |
| Innerspeaker | - Phát hành: 21 tháng 5 năm 2010 - Hãng đĩa: Modular Recordings - Định dạng: CD, tải kỹ thuật số                           | 4                                  | 73                                 | —                                  | —                                  | 83                                 | —                                  | —                                  | —                                  | 144                                | —                                  | - Úc: Vàng            |
| Lonerism     | - Phát hành: 5 tháng 19, 2012 - Hãnh đĩa: Modular Recordings - Định dạng: CD, tải kỹ thuật số                              | 4                                  | 38                                 | 106                                | 39                                 | 58                                 | 34                                 | 50                                 | 60                                 | 14                                 | 34                                 | - Úc: Vàng - Anh: Bạc |
| Currents     | - Phát hành: 17 tháng 7 năm 2015 - Hãng đĩa: Modular Recordings, Interscope Records - Định dạng: 2×LP, CD, tải kỹ thuật số | 1                                  | 9                                  | 16                                 | 7                                  | 1                                  | 7                                  | 34                                 | 11                                 | 3                                  | 4                                  | - Úc: Vàng            |

### Album trực tiếp
- Live at the Corner – Modular Recordings (tháng 5 năm 2010)[22]
- Peace and Paranoia EP
- Live Versions –

### EP
- Tame Impala – Demo 2005/2010[23]
- Tame Impala [H.I.T.S. 003] – Hole in the Sky (August 2008) (12" vinyl)[24] (limited re-issue April 2009)
- Tame Impala EP – Modular Recordings (September 2008) AUS No. 82[25]

### Đĩa đơn
| Tiêu đề                                                                           | Năm  | Vị trí bảng xếp hạng | Vị trí bảng xếp hạng | Vị trí bảng xếp hạng | Vị trí bảng xếp hạng | Vị trí bảng xếp hạng | Vị trí bảng xếp hạng | Album            |
| Tiêu đề                                                                           | Năm  | Úc                   | Bỉ (FL)              | Anh                  | Anh Indie            | Mỹ Alt               | Mỹ Rock              | Album            |
| --------------------------------------------------------------------------------- | ---- | -------------------- | -------------------- | -------------------- | -------------------- | -------------------- | -------------------- | ---------------- |
| "Sundown Syndrome"                                                                | 2009 | —                    | —                    | —                    | —                    | —                    | —                    | Non-album single |
| "Solitude Is Bliss"                                                               | 2010 | —                    | 63                   | —                    | —                    | —                    | —                    | Innerspeaker     |
| "Lucidity"                                                                        | 2010 | —                    | —                    | —                    | —                    | —                    | —                    | Innerspeaker     |
| "Expectation"                                                                     | 2010 | —                    | —                    | —                    | —                    | —                    | —                    | Innerspeaker     |
| "Why Won't You Make Up Your Mind?"                                                | 2011 | —                    | —                    | —                    | —                    | —                    | —                    | Innerspeaker     |
| "Elephant"                                                                        | 2012 | 77                   | —                    | 131                  | 16                   | 8                    | 36                   | Lonerism         |
| "Feels Like We Only Go Backwards"                                                 | 2012 | 74                   | 117                  | —                    | —                    | 37                   | —                    | Lonerism         |
| "Mind Mischief"                                                                   | 2013 | —                    | —                    | —                    | —                    | —                    | —                    | Lonerism         |
| "Be Above It" (Erol Alkan)                                                        | 2013 | —                    | —                    | —                    | —                    | —                    | —                    | Lonerism         |
| "Let It Happen"                                                                   | 2015 | 84                   | 85                   | 26                   | 21                   | 28                   | 41                   | Currents         |
| "'Cause I'm a Man"                                                                | 2015 | 80                   | —                    | —                    | —                    | —                    | —                    | Currents         |
| "The Less I Know the Better"                                                      | 2015 | —                    | 23                   | —                    | —                    | —                    | 38                   | Currents         |
| "—" denotes a recording that did not chart or was not released in that territory. |      |                      |                      |                      |                      |                      |                      |                  |

### Remix
- "Mammalian Locomotion" - Abbe May (tháng 10 năm 2010) [Track 2 of "Mammalian Locomotion" single][30]
- "End of Line" - Daft Punk - Walt Disney Records (tháng 8 năm 2011) [Track 11 of Australian version of Tron: Legacy Reconfigured CD][31]